# Kamil Durczok
Kamil Sebastian Durczok (ur. 6 marca 1968 w Katowicach, zm. 16 listopada 2021 tamże) – polski dziennikarz, prezenter telewizyjny i radiowy oraz publicysta.
W latach 1993–2006 dziennikarz Telewizji Polskiej (za zasługi w jej rozwoju w 2002 odznaczony Złotym Krzyżem Zasługi), w latach 2006–2015 dziennikarz telewizji TVN; redaktor naczelny i prowadzący Faktów, w latach 2016–2017 gospodarz programu Brutalna prawda. Durczok ujawnia (później pod nazwą Durczokracja) w Polsat News. Laureat wielu nagród branżowych, m.in. nagrody Grand Press dla dziennikarza roku (2000), Złotej Telekamery w kategorii Informacje (2008) oraz Wiktora dla najwyżej cenionego dziennikarza, komentatora i publicysty (2004).

## Życiorys

### Wykształcenie i początki kariery
Ukończył studia z zakresu komunikacji społecznej na Uniwersytecie Śląskim w Katowicach. Studiował także prawo i filologię polską. Podczas studiów odbywał praktyki robotnicze w Fabryce Samochodów Małolitrażowych w Tychach. 
Pracę dziennikarską rozpoczął w 1991 w Radiu Katowice. Wcześniej przez kilka lat współtworzył program Studenckiego Radia Egida działającego w domach studenta Uniwersytetu Śląskiego w Katowicach w dzielnicy Ligota. W wieku 24 lat został dyrektorem i redaktorem naczelnym katowickiego radia TOP FM, należącego do NSZZ „Solidarność”.

### Praca w TVP
W latach 1993–2006 pracował w Telewizji Polskiej. Swoją pracę w telewizji zaczął od współpracy z TVP Katowice, gdzie przeprowadzał wywiady z politykami w programie Obserwatorium. Później aż do 2002 był prowadzącym lokalny program informacyjny TVP Katowice – Aktualności. W 1996 zadebiutował na antenie ogólnopolskiej, gdzie został prowadzącym programy publicystyczne w TV Polonia takich jak: Studio parlamentarne oraz Przegląd publicystyczny. We wrześniu 1998 został prowadzącym wtorkowego wydania programu publicystycznego W centrum uwagi, przekształconego w październiku 1999 w Monitor Wiadomości. Program ten prowadził do listopada 2000. Od 15 marca 2001 do 7 lutego 2006 był prezenterem głównego wydania Wiadomości w TVP1. W tym czasie prowadził także programy publicystyczne w TVP1 takie jak: Forum (z przerwami do listopada 2004), Gość Jedynki (do sierpnia 2004) oraz autorską Debatę (od września 2004 do 8 lutego 2006). Równolegle przez wiele lat był gospodarzem wszystkich wieczorów wyborczych i referendalnych w TVP1.

Od 29 lipca 2003 do 2 września 2005 współpracował z Radiową Trójką, gdzie na przemian z Jolantą Pieńkowską prowadził Salon polityczny Trójki. Od 5 września 2005 do 15 czerwca 2007 współpracował z RMF FM, gdzie na przemian z Konradem Piaseckim prowadził Kontrwywiad RMF FM. 

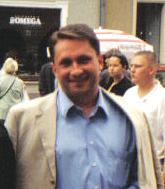
Kamil Durczok (2007)

### Praca w TVN
Od 1 maja 2006 do 10 marca 2015 był redaktorem naczelnym i prowadzącym Faktów w TVN, ostatni raz występując w programie 5 lutego 2015. Od 5 maja 2008 do 12 lutego 2015 prowadził także rozmowy z politykami nadawane bezpośrednio po serwisie informacyjnym w programie Fakty po Faktach w TVN24. Prowadził programy informacyjne, wydania specjalne, autorskie wywiady, a także prezydenckie oraz parlamentarne debaty. Relacjonował wydarzenia z wielu krajów świata, m.in. z ogarniętego wojną Afganistanu.
Od marca do listopada 2012 był felietonistą tygodnika „Wprost”.

#### Artykuł „Wprost” i zakończenie współpracy
Opublikowany w lutym 2015 artykuł w tygodniku „Wprost” pt. Ciemna strona Kamila Durczoka opowiada o apartamencie na warszawskim Mokotowie. W styczniu 2015 właściciel mieszkania, podczas próby uzyskania niezrealizowanych opłat za wynajem, zastał w nim Kamila Durczoka. Dziennikarz Faktów był zamknięty w apartamencie i nie chciał wpuścić właściciela. Kilka tygodni po opisanym wydarzeniu dziennikarze „Wprost” w mieszkaniu znaleźli biały proszek.
We wcześniejszym artykule „Wprost” pt. Ukryta prawda poruszony został temat mobbingu i molestowania seksualnego „w jednej z dużych stacji telewizyjnych”, który szybko powiązano z osobą Durczoka. W związku z tym 13 lutego 2015 powołano w TVN komisję w celu zbadania zarzutów dotyczących mobbingu i molestowania. Poza tym 17 lutego kontrolę w TVN rozpoczęła Państwowa Inspekcja Pracy. Oskarżenia dotyczące mobbingu i wykorzystania seksualnego ostatecznie potwierdził raport wewnętrznej komisji. Durczok zaprzeczył oskarżeniom dotyczącym molestowania mówiąc: „Nigdy nie molestowałem żadnej kobiety. Czym innym jest styl zarządzania. Ja jestem cholerykiem, czasem wybuchałem w pracy”.
10 marca 2015 stacja TVN rozwiązała kontrakt z Kamilem Durczokiem za porozumieniem stron.
W reakcji na artykuły Durczok pozwał wydawcę tygodnika i autorów za naruszenie dóbr osobistych i prywatności, ostatecznie wygrywając prawomocnie trzy procesy przeciwko gazecie. Domagał się publikacji przeprosin na okładce tygodnika i trzech kolejnych stronach „Wprost” oraz 7 mln zł zadośćuczynienia. W maju 2016 Sąd Okręgowy w Warszawie orzekł, że mają zostać zamieszczone przeprosiny we wskazanej formie oraz wypłacone 500 tys. zł. Wydawca tygodnika złożył apelację, a sąd drugiej instancji w kwietniu 2018 utrzymał wyrok w zakresie przeprosin, a kwotę zadośćuczynienia obniżył do 150 tys. zł. Jak podano w oświadczeniu gazety, wydawca i dziennikarze tygodnika uszanowali wyrok sądu publikując określone wyrokiem przeprosiny, natomiast podkreślili, iż Kamil Durczok w swoim pozwie nie powoływał się „na zarzut nieprawdziwości przedstawionych w artykule informacji”, natomiast uznał, że dziennikarze „nie mieli prawa wchodzić do prywatnej sfery jego życia”.

### Lata 2016–2021
Po odejściu z TVN do września 2016 Durczoka obowiązywał zakaz konkurencji. Na początku kwietnia 2016 zarejestrował spółkę Coal Minders, która w sierpniu tego samego roku zaczęła poszukiwać dziennikarzy. 3 października 2016 spółka uruchomiła górnośląski portal informacyjny Silesion.pl. Serwis zniknął z sieci pod koniec kwietnia 2019 po informacjach o problemach z regulowaniem zobowiązań. Po zamknięciu serwisu zajmował się prowadzeniem szkoleń z zakresu działań w sytuacji kryzysu wizerunkowego.
20 października 2016 rozpoczął współpracę z Polsat News, gdzie prowadził program Brutalna prawda, Durczok ujawnia, który jesienią 2017 zmienił nazwę na Durczokracja. Ostatni program wyemitowano 14 grudnia 2017, nie wrócił na antenę wiosną 2018.
W kolejnych latach Kamil Durczok był aktywny w mediach społecznościowych, na bieżąco komentując życie polityczne w Polsce oraz angażował się w działalność społeczną. Był wolontariuszem fundacji „Wolne Miejsce”, rokrocznie pomagając w organizacji wigilii dla potrzebujących. W 2020 brał udział w protestach przeciwko zaostrzeniu przepisów dotyczących aborcji.
W 2021 uruchomił aplikację mobilną Durczokracja, w której publikował treści swojego autorstwa.  
Ze względu na przebieg jego kariery dziennikarskiej, po śmierci, wielu dziennikarzy określiło go mianem Ikara polskich mediów. 

## Popularność
Był jedną ze „100 najcenniejszych gwiazd polskiego show-biznesu” według danych magazynu „Forbes Polska”; jego wizerunek został wyceniony przez reklamodawców na: 421,5 tys. zł w 2006 (10. miejsce), 642 tys. zł w 2007 (3. miejsce), 541 tys. zł w 2008 (7. miejsce), 537,5 tys. zł w 2010 (17. miejsce), 543 tys. zł w 2012 (17. miejsce) i 271 429 zł w 2014 (50. miejsce).

## Konflikty z prawem

### Wypadek drogowy
26 lipca 2019, kierując pod wpływem alkoholu pojazdem BMW X6, spowodował kolizję na autostradzie A1 w okolicach Piotrkowa Trybunalskiego. Usłyszał w związku z tym zarzuty: prowadzenia samochodu w stanie nietrzeźwości oraz spowodowania niebezpieczeństwa katastrofy w ruchu lądowym, zagrożone łączną karą pozbawienia wolności do lat 12. Durczok przyznał się tylko do pierwszego zarzutu. Sąd nie przychylił się do wniosku prokuratury o jego tymczasowe aresztowanie, stosując w zamian dozór policyjny i zakaz opuszczania kraju. 30 marca 2021 roku Sąd Rejonowy w Piotrkowie Trybunalskim skazał Durczoka na rok pozbawienia wolności w zawieszeniu na dwa lata, wpłatę 3000 złotych grzywny i 30 000 złotych na Fundusz Pomocy Pokrzywdzonym, a także zakaz prowadzenia pojazdów przez pięć lat, uznając go winnym prowadzenia pojazdu w stanie nietrzeźwości.

### Zarzuty fałszerstwa
W 2021 przedstawiono mu zarzuty podrobienia podpisu byłej żony, Marianny Dufek, na wekslu i oświadczeniach w ramach procedury kredytowej oraz przedłożenie tych dokumentów w banku oraz wyłudzenia kredytu na ponad 3,2 mln zł i pożyczki hipotecznej, zagrożone karą od 5 do 25 lat więzienia. Kamil Durczok przyznał się do podrobienia podpisów żony na dokumentacji bankowej, natomiast nie przyznał się do wyłudzenia kredytu i pożyczki. Na początku grudnia 2019 został zatrzymany i doprowadzony przez Centralne Biuro Śledcze Policji do siedziby katowickiej prokuratury, w celu złożenia wyjaśnień. Sąd nie zgodził się na aresztowanie dziennikarza, natomiast zastosowano wobec niego poręczenie majątkowe, dozór policyjny oraz zakaz kontaktowania się z byłą żoną i byłymi pracownikami banku.

## Życie prywatne
Był synem Krystiana (1946–2016) i Haliny Durczoków. Rodzina dziennikarza od strony ojca pochodzi z Radlina w powiecie wodzisławskim. Miał brata Dominika (ur. 1972). Jego ojciec był mechanikiem samochodowym, a po zmianach ustrojowych w Polsce, otworzył własną sieć salonów samochodowych. Wielokrotnie deklarował przywiązanie do Śląska. Był kibicem Ruchu Chorzów. W 2004 w wywiadzie dla „Tygodnika Prudnickiego” wyznał, że w młodości najpierw chciał zostać księdzem, a następnie ginekologiem. Ostatecznie postanowił studiować prawo. Był wielbicielem motoryzacji. W 2010 wystartował w 48. Rajdzie Barbórka. Jeździł motocyklem, był posiadaczem patentu żeglarskiego oraz licencji pilota, rekreacyjnie uprawiał sporty zimowe. W 2014 wystąpił jako kapitan drużyny TVN w charytatywnym meczu gwiazd TVN i TVP, rozegranym na Stadionie Wojska Polskiego w Warszawie.
W latach 1995–2017 jego żoną była Marianna Dufek, dziennikarka w TVP3 Katowice, z którą miał syna, Kamila (ur. 1997, przyjął nazwisko rodowe matki). W latach 2017–2019 jego partnerką życiową była blogerka Julia Oleś, która była także zastępczynią Durczoka w redakcji jego serwisu internetowego Silesion.pl (2016–2018).
W 2003 przeszedł białaczkę. W 2020 przyznał, że cierpiał na chorobę alkoholową i depresję.

## Śmierć i pogrzeb
Zmarł 16 listopada 2021 w Uniwersyteckim Centrum Klinicznym im. prof. Kornela Gibińskiego w Katowicach w wyniku zaostrzenia przewlekłej choroby i zatrzymania krążenia. 19 listopada 2021 po nabożeństwie w kościele Trójcy Przenajświętszej w Katowicach, został pochowany w grobie rodzinnym na miejscowym cmentarzu.

## Odznaczenia, nagrody i wyróżnienia
- 2000 – Grand Press (Dziennikarz Roku) miesięcznika Press
- 2001 – Wiktor Publiczności za rok 2000
- 2002 – Telekamera w kategorii Informacje wspólnie z Tomaszem Lisem
- 2002 – Złoty Krzyż Zasługi[58]
- 2003 – Telekamera w kategorii Publicystyka
- 2003 – nagroda Prezesa TVP „Gwiazda Telewizji Polskiej”
- 2004 – Wiktor Publiczności za rok 2003
- 2004 – nagroda Fundacji im. Ksawerego i Mieczysława Pruszyńskich
- 2005 – Wiktor Publiczności oraz Wiktor dla najwyżej cenionego dziennikarza, komentatora, publicysty roku 2004
- 2006 – Telekamera w kategorii Informacje
- 2006 – Wiktor Publiczności za rok 2005
- 2007 – Telekamera w kategorii Informacje
- 2007 – MediaTor w kategorii AuTORytet
- 2008 – Złota Telekamera w kategorii Informacje
- 2011 – Platynowy Laur Umiejętności i Kompetencji za 2010 rok w kategorii Pro Publico Bono
- 2013 – odcisk dłoni w alei gwiazd Uniwersytetu Śląskiego w Katowicach

## Publikacje
- Wygrać życie – Kamil Durczok w rozmowie z Piotrem Mucharskim
- Krótki kurs IV RP – we współpracy z Piotrem Mucharskim
- Kamil Durczok, Przerwa w emisji, Wydawnictwo Edipresse Polska 2016

## Filmografia
- 2002: Kariera Nikosia Dyzmy – prezenter programu telewizyjnego Ring Wolny[59]
- 2005: Kopciuszek – macocha[60]
- 2011: Blogersi – film dokumentalny o blogerach[61]
- 2015: Bangistan – prezenter wiadomości[62]